# Dankzij de dijken
Dankzij de dijken is een muziekalbum van de Nederlandse band Nits samen met cabaretier Freek de Jonge. Het album werd live opgenomen in december 1994 in het Nieuwe de la Mar Theater in Amsterdam. Er werd ook een video uitgebracht van deze serie optredens (met zeer veel meer nummers en conferences) en een verkorte versie hiervan werd op televisie uitgezonden.
Het album bestaat voornamelijk uit een mengsel van nieuw geschreven stukken en nummers uit het verleden van De Jonge (met veel werk uit zijn Neerlands Hoop-periode met Bram Vermeulen). Het titelnummer is een vertaalde versie van het bekende Nitsnummer In The Dutch Mountains.
Oorspronkelijk waren er slechts vier optredens tussen 18 en 31 december 1994, maar in de lente van 1995, na de verschijning van de cd, werd het project vervolgd in theater Carré in Amsterdam en enkele optredens in België. Later zong De Jonge bij enkele Nitsconcerten als gast enkele nummers. Robert Jan Stips werd na de Fritsconcerten de vaste muzikale partner van De Jonge. In 2003 vond er een optreden van Frits plaats ter gelegenheid van De Jonges conferenceserie De Vergrijzing. Hier werd voornamelijk nieuw materiaal ten gehore gebracht, samen met enkele andere gastmuzikanten. In 2007 vond er wederom een eenmalige Fritsreünie plaats.

## Musici
- Freek de Jonge – zang, slagwerk
- Henk Hofstede – gitaar, banjo, toetsen, zang
- Rob Kloet – slagwerk, achtergrondzang
- Robert Jan Stips – toetsen, bas, achtergrondzang
- Martin Bakker – bas, mandoline, achtergrondzang
- Peter Meuris – percussie, viool

Gasten
- Hella de Jonge – viool

## Composities
- Een Fantast, Sarawak, De Zandloper, Doodsangst, Vaders Stem, Dankzij De Dijken, Denken (muziek: Hofstede & Stips, tekst: De Jonge)
- Quo Vadis, Vieze Ouwe Man, Kijk Daar Is Kees, God Wat Ben ik Blij (Hee Goh Tsjee) (muziek: Vermeulen, tekst: De Jonge)
- Het Wijnglas (muziek en tekst: Dirk Witte)
- Freek Doe Me Een Lol (muziek: Clous van Mechelen, tekst: De Jonge)

1. Quo Vadis (3 :30);
2. Vieze Ouwe Man (4:35);
3. Een Fantast (7:09);
4. Sarawak (5:07);
5. Het Wijnglas (5:13);
6. Beter Zo (5:53);
7. De Zandloper (7:25);
8. Kijk dat Is Kees (5:32);
9. God Wat Ben Ik Blij (Hee Goh Tsjee) (8:17);
10. Doodsangst (4:39);
11. Vaders Stem (5:52);
12. Freek Doe Me Een Lol (2:18);
13. Dankzij De Dijken (3:36);
14. Denken (5:32).

Singles
1. Dankzij De Dijken / Bello De Hond (non-album track)
2. Quo Vadis / J.O.S. Vrees (non-album track)

"Dankzij De Dijken" wist de tipparade te behalen. Quo Vadis was zeer beperkt verkrijgbaar en is een vrij zeldzame single.

### Hitlijsten
| Album met eventuele hitnotering(en) in de Nederlandse Album Top 100 | Datum van verschijnen | Datum van binnenkomst | Hoogste positie | Aantal weken | Opmerkingen |
| ------------------------------------------------------------------- | --------------------- | --------------------- | --------------- | ------------ | ----------- |
| Mega Album Top 100                                                  | maart 1995            | 25-03-1995            | 19              | 17           |             |